# Щасливе (Тульчинський район)
Щасли́ве — село в Україні, у Крижопільській селищній громаді Тульчинського району Вінницької області. Населення становить 64 особи.

## Населення
За даними всеукраїнського перепису населення 2001 року у селі мешкало 64 особи.
Мова
Розподіл населення за рідною мовою за даними перепису 2001 року був наступним:
| українська | 63 | 98,44 |
| російська  | 1  | 1,56  |

## Історія
Село засноване 1917 року. 
7 (20) листопада 1917 року, відповідно до Третього Універсалу Української Центральної Ради, увійшло до складу Української Народної Республіки.
До 1960-х носило назву Петровське. Згодом називалося Красне, входило до Голубецької сільської ради, яка в ході децентралізації увійшла до Крижопільської селищної територіальної громади.
19 липня 2020 року, в результаті адміністративно-територіальної реформи та ліквідації Крижопільського району, село ввійшло до складу Тульчинського району.
Сучасна назва з 26 вересня 2024 року.